# اسفقن سر

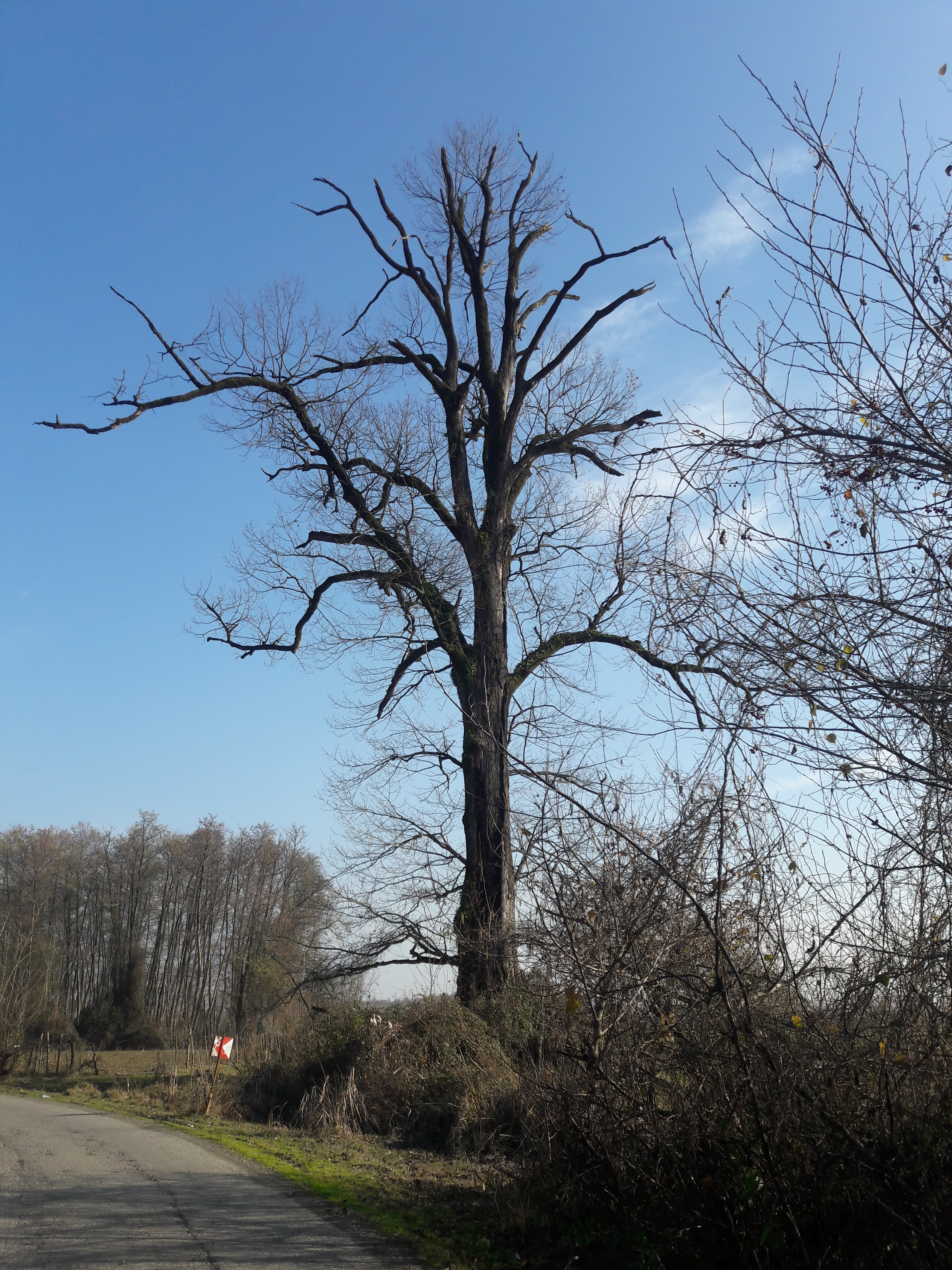

اسفقن سر، روستایی از توابع بخش مرکزی شهرستان صومعه‌سرا در استان گیلان ایران است.
این روستا در پنج کیلومتری دهستان ضیابر میان سه روستای شفته محله ، بجارکن و سارمه قرار دارد . محیطی آرام که هنوز حس روستایی خود را حفظ نموده است. یکی از جنبه های مهم روستاهای این مسیر آلوده نبودن به زباله های کنار جاده و مردمانی بسیار مهربان و مهمان نواز است.
مردم این روستا گیلک هستند.

## جمعیت
این روستا در دهستان ضیابر قرار دارد و براساس سرشماری مرکز آمار ایران در سال ۱۳۸۵، جمعیت آن ۱۱۴ نفر (۳۴خانوار) بوده‌است.